# Vắc-xin sâu răng
Vắc-xin sâu răng  là một loại vắc xin để ngăn ngừa và bảo vệ chống sâu răng.Streptococcus mutans (S. mutans) đã được xác định là tác nhân chính gây bệnh sâu răng của con người. Sự phát triển của một loại vắc-xin sâu răng đã được nghiên cứu trong hơn 30 năm. Năm 1972, một loại vắc-xin sâu răng được cho đã được thử nghiệm trên động vật ở Anh, và nó sẽ sớm bắt đầu thử nghiệm trên người. Những khó khăn thuộc về bản chất trong việc phát triển vắc-xin, cùng với việc thiếu các nguồn lực kinh tế mạnh mẽ, là những lý do tại sao không có vắc-xin sâu răng nào có sẵn trên thị trường vào năm 2018. Một số loại vắc-xin đang được phát triển tại các trung tâm nghiên cứu, với một số loại vắc-xin sâu răng được nghiên cứu là giảm thiểu hoặc ngăn ngừa ảnh hưởng của sâu răng đối nhóm tuổi trẻ.

## Vắc-xin DNA
Phương pháp tiếp cận vắc-xin DNA cho sâu răng đã có một lịch sử thành công ở mô hình động vật. Vắc xin khoang nha khoa hướng đến các thành phần chính của S. mutans colonization và tăng cường bởi tá dược an toàn và hiệu quả và optimal delivery vehicles, có khả năng sắp tới. S. mutans được tin rằng mục tiêu hợp lý để phát triển vắc-xin chống sâu răng là kháng nguyên protein, trong đó có một khu vực miễn dịch chức năng và quan trọng.

## Điều trị vi khuẩn
Việc sử dụng Enterococcus faecalis bacteriophages như một hình thức điều trị cho sâu răng đã nghiên cứu, vì chúng có khả năng duy trì sự ổn định liên tục trong nước bọt của con người.